# Pistenbully

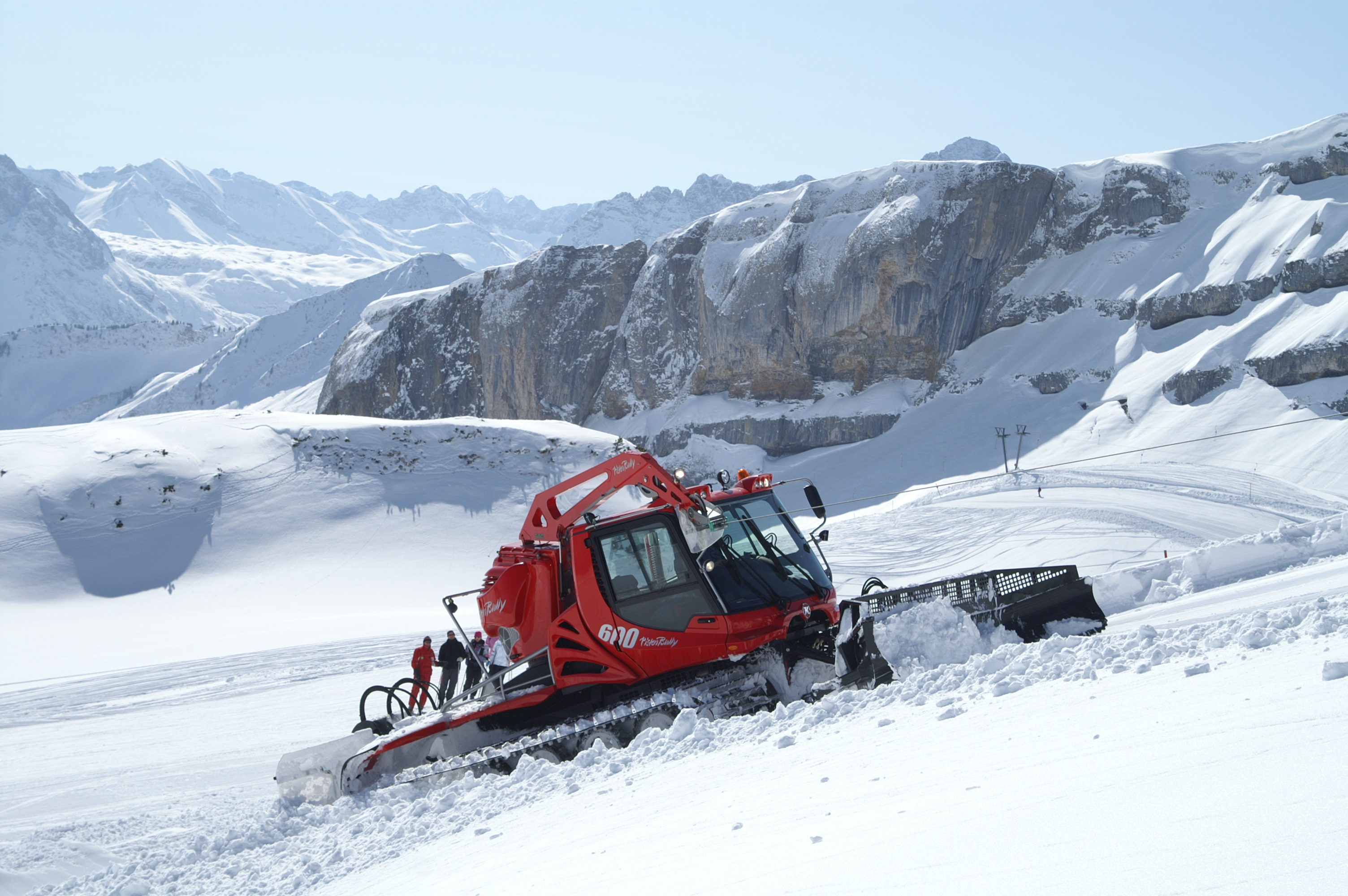
Een PistenBully 600 beklimt een helling met behulp van een lier.

Een pistenbully of dameuse is een voertuig op rupsbanden dat gebruikt wordt om skipistes en andere besneeuwde oppervlaktes te egaliseren en de kwaliteit van de sneeuw te vergroten voor wintersportactiviteiten. In wintersportgebieden worden pistenbully's veelvuldig ingezet om de pistes dagelijks te onderhouden. 
Een pistenbully is uitgerust met een scharnierend blad of schuiver vooraan en een kam achteraan. Met het blad kan hij sneeuw verplaatsen als een bulldozer of pistes geleidelijk aan egaliseren. Onder het gewicht van de dameuse wordt de sneeuw aangedrukt. Met de kam achteraan worden ribbels getrokken in de aangeduwde sneeuw, wat ideaal is voor wintersport. Sommige pistenbully's zijn uitgerust met een lier voor steile beklimmingen.
De grootste fabrikant is het Duitse Kässbohrer onder de merknaam PistenBully. De in 1969 geïntroduceerde PistenBully werd zo succesvol, dat het merk een soortnaam werd. Andere fabrikanten zijn het Italiaanse Prinoth, het Franse CM Dupon en het Amerikaanse Tucker Sno-Cat. 
Met name in de Verenigde Staten worden ook tractors op rupsbanden gebruikt om hetzelfde werk te verrichten.